# Neoklassizismus (Musik)
Neoklassizismus bezeichnet die ästhetische Strömung, die die gesamte europäische Musikkultur ab etwa 1920 durchzog. In deutlicher Ablehnung von spätromantischer Expressivität, von Impressionismus und Expressionismus ist der Neoklassizismus gekennzeichnet durch das Streben nach Klarheit und Einfachheit. Im Neoklassizismus entstand eine neue, weitgehend linear bestimmte Musik meist in erweiterter Tonalität, wobei das 18. Jahrhundert (Spätbarock und Vorklassik) häufig Vorbild für Satztechniken, Formen und Gattungen ist.
Der Begriff Neoklassizismus ist eine ungenaue Übersetzung des französischen néoclassicisme und bedeutet „neue Klassik“.

## Begriff
Der musikhistorische Begriff des Neoklassizismus (nicht zu verwechseln mit der Dark-Wave-Neoklassik der 1980er Jahre oder der Neoklassik der 2000er Jahre) entstand nach 1920 in Paris im Umfeld von Künstlern wie Igor Strawinsky, Jean Cocteau und der Groupe des Six. Jean Cocteau forderte 1918 „eine vom Individuum abgelöste, objektive Kunst, die den Hörer bei klarem Bewusstsein lässt“.
Die kompositorische Strömung des Neoklassizismus beschränkt sich nicht auf Rückgriffe auf die Wiener Klassik, in besonderem Maße typisch sind Elemente des Barock (worauf mit dem Terminus Neobarock hingewiesen wird), aber auch Vorbilder aus der romantischen Epoche werden verarbeitet. Als Adjektiv wird manchmal „neoklassisch“ statt neoklassizistisch verwendet.
Der Begriff „Neoklassizismus“ wird sehr unterschiedlich verwendet und ist daher tendenziell mehrdeutig. Auch Arnold Schönbergs atonale zwölftönige Werke orientieren sich oft an klassischen Formen. Mitunter werden fast sämtliche wesentliche kompositorische Leistungen der Zeit von 1918 bis 1945 als neoklassizistisch charakterisiert, mit Ausnahme insbesondere von Edgard Varèse.
Verglichen mit atonalem Neoklassizismus war der „neotonale“ wie bei Igor Strawinsky, Paul Hindemith, Alfredo Casella oder der Groupe des Six (Georges Auric, Louis Durey, Arthur Honegger, Darius Milhaud, Francis Poulenc, Germaine Tailleferre) weitaus verbreiteter. Im Laufe der Zeit wurde öfter der Begriff „Neoklassizismus“ in Abgrenzung zur „neuen Musik“ pejorativ verwendet, um damit Zugehörigkeit zu einer veralteten Ästhetik zum Ausdruck zu bringen.

## Geschichte
Wesentliche Elemente des Neoklassizismus zeigen sich bereits in Werken wie Maurice Ravels Le Tombeau de Couperin (1914–1917) oder Sergej Prokofjews Symphonie Classique (1916/17, UA 1918).
Um 1920 entstanden mehrere Bearbeitungen nach „alten Meistern“, worunter Strawinskis Pulcinella hervorsticht durch stärkere verfremdende Eingriffe in die Vorlagen; Verfremdung, Mechanisierung und Parodie von alten Materialien werden dann Grundlage für Neukompositionen wie dem Oktett für Blasinstrumente (1922/23) und dem Konzert für Klavier und Blasorchester (1923/24).
Die Entwicklung der 20er und 30er Jahre ist bestimmt durch die Suche nach einer neuen Ordnung, in Strawinskys dominierender Spielart des provozierenden Neoklassizismus ebenso wie bei Hindemiths neusachlicher „Objektivität“, bei Bartóks Synthese klassischer Formen mit authentischer Folklore, Honeggers Händel-Renaissance und Ravels Stilpluralismus. Ebenfalls wichtig für die Geschichte des Neoklassizismus ist die Entwicklung in Russland, wo mit Sergej Prokofjew und Dmitri Schostakowitsch zwei der bedeutendsten Vertreter der Strömung überhaupt wirkten. Durch Vermittlung der Musikpädagogin Nadia Boulanger wurde der Charakter von Strawinskys Neoklassizismus einflussreich für die nächste Komponistengeneration Amerikas.

## Orgelbau
Im Orgelbau bezeichnet Neoklassizismus einen vor allem in Frankreich zwischen ca. 1925 und 1975 dominierenden Instrumententyp, der französisch-barocke („klassische“), französisch-romantische und norddeutsch-barocke Klangelemente mit modernster Technik zu verbinden sucht („l’orgue néoclassique“). Diese Strömung fand in der Orgelbewegung nach dem Zweiten Weltkrieg ihren Höhepunkt.